# Stefan Vojislav
Stefan Vojislav (Стефан Војислав; n. 990 d.Hr., Brusno, Comitatul Zvolen, Slovacia – d. 1043) a fost un Prinț al Dukliei din 1040 până în 1043. Din 1018 a avut statutul de conducător în autonomia Imperiului Bizantin, iar în 1034 a sprijinit o revoltă, ce s-a soldat cu eșec, fapt pentru care a fost condamnat la închisoare în Constantinopol, deși, a reușit să evadeze și să se reîntoarcă, de această dată dobândindu-și cu succes independența statului său, unde s-a autoproclamat mai târziu ca Prinț al Sârbilor, un titlu ce însemna o importanță majoră printre sârbi.
El este fondatorul dinastiei Vojislavljević.

## Revolta
În jurul anului 1034 (conform lui Ioan Skylitzes), sârbii au renunțat la dominația bizantină. Stefan Vojislav, vărul lui Iovan Vladimir, a condus o rebeliune în contextul morții împăratului Romanos al III-lea Arghir. A fost învins și închis în Constantinopol în 1035 sau 1036, timp în care regatul său erau condus de strategos Theophilos Erotikos. La sfârșitul anului 1037 sau la începutul anului 1038, a reușit să scape din prizonierat și s-a întors în Duklja, unde a pornit o nouă revoltă împotriva bizantinilor și a aliațiilor săi sârbi din regiunile învecinate.

## Ultimii ani
Vojislav și-a petrecut ultimii ani de domnie în pace și a murit în 1043. A fost succedat de văduva și cei cinci fii ai săi - Gojislav, Predimir, Mihailo, Saganek și Radoslav. A fost înmormântat la Biserica Sfântul Andrei din Prapratna, un oraș aflat Bar și Ulcinj.
Duklja a rămas centrul statului sârb care a înlocuit Rașka; a deținut această poziție pentru câțiva ani, sub conducerea fiului său Mihailo I în timp ce celelalte principate au fost unificate cu Rașka sub conducerea lui Vukan al Serbiei.

## Titluri
- „arhonte și toparh al kastra dalmate de Zeta și Ston”, titlul său bizantin.[5]
- „Prințul Tuturor Serbilor” (ὁ τῶν Σέρβων ἄρχων), conform lui Ioan Skylitzes (fl. 1057–59).[6]
- „Prinț al Serbiei”, conform lui George Kedrenos (fl. 1050s).[7]